# Brett Dalton
Brett Patrick Dalton (7 de enero de 1983) es un actor estadounidense. Es más conocido por su papel como el agente Grant Ward/Hive, o Alveus, inhumano y líder de Hydra, en la serie de televisión de la cadena ABC Agents of S.H.I.E.L.D., desde su estreno en 2013 y hasta 2017, con una participación especial en la temporada 4.

## Vida personal
Dalton se graduó en 2001 de la Westmont High School en Campbell, California, donde se interesó en actuar después de una audición para una producción de One Flew Over the Cuckoo's Nest, y donde fue Presidente de la Federación de Becas de California y Presidente del Cuerpo Estudiantil Asociado. Interpretó además el papel principal en la obra Mi año favorito. Después de estudiar en la Universidad de California, en Berkeley, para su licenciatura, Dalton recibió una Maestría en Bellas Artes de la Escuela de Arte Dramático de Yale en 2011. Una de sus compañeras de clase de Yale fue la ganadora del Óscar Lupita Nyong'o. 
Brett vive en Los Ángeles. Estuvo casado entre 2015 y 2019 con Melissa Trn, con la que tuvo una hija, nacida en 2012.

## Carrera
En noviembre de 2012, Dalton fue elegido para un papel protagonista en la serie de televisión Agents of S.H.I.E.L.D. , como el agente Grant Ward. La serie tiene lugar en el Universo cinematográfico de Marvel, siguiendo las aventuras del agente Phil Coulson y su pequeño equipo de operativos. En el 2015 dio su voz y cara para el papel de Mike, uno de los principales protagonistas en Until Dawn, un videojuego del género survival horror, desarrollado por Supermassive Games, y el cual fue lanzado al mercado el 26 de agosto del mismo año.

## Filmografía

### Televisión
| Año       | Título                                     | Papel                                       | Notas                                                                 |
| --------- | ------------------------------------------ | ------------------------------------------- | --------------------------------------------------------------------- |
| 2007      | Nurses                                     | Dr. Kurt Taylor                             | TV Movie                                                              |
| 2010      | 1:00 am Games                              | Travis                                      | Cortometraje                                                          |
| 2012      | Blue Bloods                                | Phillip Gibson                              | Episodio: "Collateral Damage"                                         |
| 2012      | Army Wives                                 |                                             | Episodio: "Fatal Reaction"                                            |
| 2013      | Killing Lincoln                            | Robert Todd Lincoln                         | Película                                                              |
| 2013—2017 | Agents of S.H.I.E.L.D.                     | Agente Grant Ward / Hive                    | Papel principal (temporadas 1, 2 y 3), papel recurrente (temporada 4) |
| 2014-2015 | Jake y los piratas del país de Nunca Jamás | Talon                                       | 2 Episodios (Voz)                                                     |
| 2015      | Trust no one                               | Victor                                      | Cortometraje                                                          |
| 2015-2018 | Robot Chicken                              | Dr Manhattan, Captain von Trapp, Fred Jones | Voz                                                                   |
| 2017-2018 | La Ley De Milo Murphy                      | Brick                                       | 6 Episodios (Voz)                                                     |
| 2018      | Cooking with Love                          | Stephen Harris                              | Película                                                              |
| 2018      | El Ilusionista                             | Isaac Walker                                | 1 Episodio                                                            |
| 2018      | Elementary                                 | Ryan Hayes                                  | 1 Episodio                                                            |
| 2021      | El escritor fantasma                       | Captain Vincent                             | 3 Episodios                                                           |
| 2021      | One December night                         | Jason Bedford                               | Película                                                              |
| 2022      | Chicago Fire                               | Jason Pelhan                                | 9 Episodios (Temporada 10)                                            |
| 2022      | The Equalizer                              | Carter Griffin                              | 4 Episodios                                                           |
| 2023      | Hamster y Gretel                           | Mayor Meyer                                 | 1 Episodio                                                            |

### Cine
| Año  | Título                          | Papel               | Notas |
| ---- | ------------------------------- | ------------------- | ----- |
| 2013 | Beside Still Waters             | James               |       |
| 2017 | Perdido en Florencia            | Eric Lombard        |       |
| 2017 | The Resurrection of Gavin Stone | Gavin Stone         |       |
| 2018 | Once upon a christmas miraclo   | Chris Dempsey       |       |
| 2020 | Superman: Man Of Tomorrow       | Parasite/Rudy Jones | Voz   |
| 2023 | Justice League: Warworld        | Bat Lash            |       |

### Videojuegos
| Año  | Título     | Personaje               | Notas                               |
| ---- | ---------- | ----------------------- | ----------------------------------- |
| 2015 | Until Dawn | Michael ''Mike'' Munroe | Voz y rasgos faciales del personaje |